# فمینیسم در بنگلادش

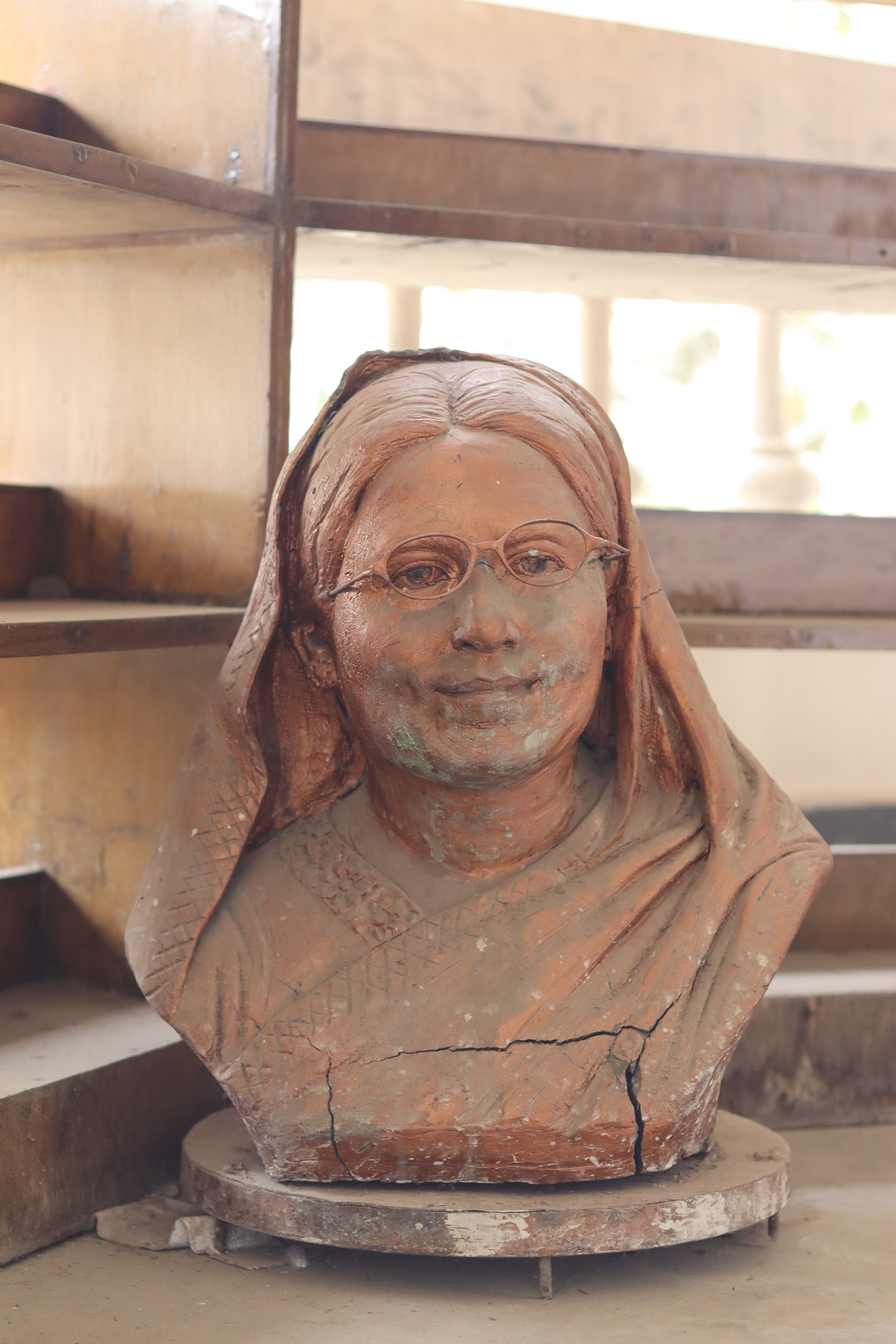
مجسمه بیگم رکیه در خانه بردوان، آکادمی بنگلا

فمینیسم در بنگلادش (به بنگالی: বাংলাদেশে নারীবাদ) به دنبال دستیابی به حقوق برابر برای زنان در بنگلادش از طریق تغییرات اجتماعی و سیاسی است. ماده ۲۸ قانون اساسی بنگلادش تصریح می‌کند که "زنان در تمامی عرصه‌های دولتی و زندگی عمومی حقوق برابری با مردان خواهند داشت".

## تاریخچه
جنبش‌های فمینیستی در بنگلادش مدت‌ها پیش از استقلال این کشور آغاز شدند. در قرن نوزدهم، جنبش اصلاحات اجتماعی که عمدتاً توسط رهبران اجتماعی مرد انجام می‌شد، برای لغو رسوماتی مانند کشتن نوزادان دختر، ازدواج کودکان و سوزاندن بیوه‌ها تلاش می‌کرد. فعالان زن در بنگلادش در دوران حکومت بریتانیا و پاکستان برای احقاق حقوق خود سازماندهی شدند. آن‌ها برای مبارزه در زمینه‌هایی مانند خشونت علیه زنان، فرصت‌های اقتصادی برای زنان، نمایندگی برابر در سیاست، حقوق باروری، اصلاح قوانین خانواده و برابری جنسیتی در سیاست‌های عمومی بسیج شدند. در دوران پاکستان، جنبش فمینیستی بیشتر بر سیاست و مبارزات ملی متمرکز بود. جنبش فمینیستی دهه‌های ۱۹۷۰ و ۱۹۸۰ توسط زنان حرفه‌ای از مناطق شهری رهبری می‌شد.

### قرن نوزدهم
- در سال ۱۸۸۶ سوارناکوماری دوی انجمن دوستان زنان را تأسیس کرد که یکی از اولین انجمن‌های داوطلبانه زنان در بنگال بود و هدف آن حمایت و توانمندسازی زنان بود.

### اوایل قرن بیستم
- ۱۹۰۵: بیگم رکیه سخاوات حسین «رؤیای سلطانه» را منتشر کرد، یک اثر پیشگام در زمینه داستان‌های علمی-تخیلی فمینیستی که جامعه‌ای را تصور می‌کرد که در آن زنان رهبری می‌کنند و مردان منزوی هستند.
- ۱۹۱۶: بیگم رکیه انجمن زنان مسلمان را تأسیس کرد که برای آموزش و فرصت‌های شغلی زنان تلاش می‌کرد.
- ۱۹۲۶: کامینی روی، شاعر و فعال اجتماعی برجسته، رهبری بانگیا ناری ساماج را بر عهده داشت، سازمانی که برای حق رأی زنان در بنگال کمپین می‌کرد.

### اواسط قرن بیستم
- ۱۹۴۷: مانیکونتالا سن یکی از اولین زنانی شد که در حزب کمونیست هند فعال بود و برای حقوق زنان و اصلاحات اجتماعی مبارزه می‌کرد.

اواخر قرن بیستم: ادبیات و فعالیت فمینیستی
- ۱۹۹۲: همایون آزاد «ناری» را منتشر کرد، یک رساله جامع فمینیستی به زبان بنگالی که ساختارهای پدرسالارانه را نقد و برای حقوق زنان مبارزه می‌کرد.

قرن بیست و یکم: ادامه تلاش‌ها و به رسمیت‌شناسی
- ۲۰۰۰: ممنوعیت کتاب «ناری» همایون آزاد پس از یک نبرد حقوقی که آزاد در آن پیروز شد، لغو شد و این امر یک پیروزی مهم برای آزادی بیان و ادبیات فمینیستی در بنگلادش بود.

## معضلات

### قانون خانواده مسلمانان
قانون خانواده مسلمان در زمان استعمار بنگال وضع شد. این قانون در خصوص حقوق زنان تبعیض‌آمیز است.